# Бакеу (футбольний клуб)
«Бакеу» (рум. FCM Bacău) — колишній румунський футбольний клуб з однойменного міста, заснований 1950 року. Клуб провів 42 сезони у вищій румунській лізі. Його найбільшими успіхами стали досягнення фіналу Кубка Румунії у 1991 році та досягнення чвертьфіналу Кубку ярмарків 1970 року. У 2014 році команда була розформована.

## Історія
Клуб був заснований в 1950 році під назвою «Динамо» (Бакеу) (рум. Dinamo Bacău), ставши частиною спортивного товариства «Динамо», що перебувало під егідою Міністерства внутрішніх справ. У 1956 році клуб вперше за свою історію вийшов до вищого дивізіону, але після одного сезону вилетів назад.
У 1958 році команда була об'єднана з іншою міністерською командою, «Динамо» (Клуж), замінивши її у вищому дивізіоні Румунії. Цього разу команда довше затрималась у румунській еліті, вилетівши у 1963 році.
У 1967 році «Динамо» знову повернулось до вищого дивізіону і відразу зайняв шосте місце. А після п'ятого місця у наступному сезоні 1968/69 «Динамо» кваліфікувалось до єврокубків, потрапивши на Кубоу ярмарків 1969/70. Там команда пройшла мальтійську «Флоріану», норвезький «Скейд» і шотландський «Кілмарнок», вилетівши лише у чвертьфіналі від майбутнього тріумфатора турніру лондонського «Арсеналу».
У 1970 році керівники клубу вирішили відокремити команду від міністерства і змінили назву на «Спортивний клуб Бакеу» (рум. Sport Club Bacău), додавши інші видів спорту, такі як легка атлетика або теніс. У 1973 році команда зайняла четверте місце в лізі, найвище у своїй історії, але в наступному сезоні вилетів до другої ліги, щоправда, відразу ж повернувся. Протягом наступних років клуб був середняком вищого румунського дивізіону.
У 1990 році, після падіння соціалізму у Румунії, назва клубу було змінена на ФК «Бакеу». У 1991 році команда вийшла у фінал Кубка Румунії, де програла 1:2 «Університеті» (Крайова). Оскільки ця команда також стала чемпіоном, завдяки якому «Бакеу» отримав право зіграти у Кубку володарів кубків 1991/92, де вже у першому раунді команда розгромно вилетіла від німецького «Вердера» (0:5, 0:6), який в підсумку і здобув трофей.
У 1992 році клуб отримав назву «Селена» (рум. Selena Bacău) aus dem Verein, але вже у 1993 році команда вилетіла опустилася до другої ліги. В 1995 році, після повернення до еліти, клуб змінив назву на АС «Бакеу» (рум. AS Bacău), а 1997 року відбулась остання зміна назви на ФКМ «Бакеу» (рум. FCM Bacău). У 1998 році команда виграла неофіційний Кубок румунської ліги.
У 2006 році «Бакеу» вилетіло з вищої ліги та надалі виступав у нижчих лігах аж до 2014 року, коли після вильоту до четвертого за рівнем дивізіону країни, команда була розпущена.

### Зміна назв клубу
- 1950—1971: Dinamo Bacău
- 1971—1990: Sport Club Bacău
- 1990—1992: Fotbal Club Consart Bacău
- 1992—1996: Fotbal Club Selena Bacău
- 1996—1997: Asociația Sportivă Bacău
- 1997—2014: Fotbal Club Municipal Bacău

## Досягнення
- Кубок Румунії
  - Фіналіст: 1990–91.
- Кубок румунської ліги
  - Володар: 1998

## Статистика виступів
| Сезон   | Турнір                 | Раунд | Суперник           | Вдома | В гостях | Загалом |
| ------- | ---------------------- | ----- | ------------------ | ----- | -------- | ------- |
| 1969/70 | Кубок ярмарків         | 1Р    | «Флоріана»         | 6–0   | 1–0      | 7–0     |
| 1969/70 | Кубок ярмарків         | 2Р    | «Скейд»            | 2–0   | 0–0      | 2–0     |
| 1969/70 | Кубок ярмарків         | 1/8   | «Кілмарнок»        | 2–0   | 1–1      | 3–1     |
| 1969/70 | Кубок ярмарків         | 1/4   | «Арсенал» (Лондон) | 0–2   | 1–7      | 1–9     |
| 1991/92 | Кубок володарів кубків | 1Р    | «Вердер»           | 0–5   | 0–6      | 0–11    |
| 1999    | Кубок Інтертото        | 1Р    | «Арарат» (Єреван)  | 0–1   | 0–1      | 0–2     |